# Sete Irmãs (faculdades)
As Sete Irmãs (em inglês Seven Sisters) são sete faculdades de artes liberais localizadas na região nordeste dos Estados Unidos da América, que foram historicamente faculdades exclusivas para mulheres. Todas foram fundadas entre 1837 e 1889. 
Quatro estão em Massachusetts; duas em Nova Iorque; e uma na Pensilvânia. São elas: Barnard College, Bryn Mawr College, Mount Holyoke College, Radcliffe College, Smith College, Vassar College e Wellesley College.
Hoje, apenas cinco das sete são coletivamente chamadas de "As Irmãs" (The Sisters), porque Radcliffe College se uniu a Harvard College e Vassar College, pos sua vez, se tornou mista.

## As Sete Irmãs
| Instituição           | Localização                                 | Tipo de escola hoje                                                     | Fundação | Tradicional afiliação social                                                               |
| --------------------- | ------------------------------------------- | ----------------------------------------------------------------------- | -------- | ------------------------------------------------------------------------------------------ |
| Mount Holyoke College | South Hadley, Massachusetts                 | Faculdade privada para mulheres                                         | 1888     | Dartmouth College                                                                          |
| Vassar College        | Poughkeepsie, Nova Iorque                   | Faculdade privada mista                                                 | 1861     | Universidade Yale                                                                          |
| Wellesley College     | Wellesley, Massachusetts                    | Faculdade privada para mulheres                                         | 1836     | Instituto de Tecnologia de Massachusetts, Universidade Harvard                             |
| Smith College         | Northampton, Massachusetts                  | Faculdade privada para mulheres                                         | 1871     | Amherst College, Universidade Yale                                                         |
| Radcliffe College     | Cambridge, Massachusetts                    | Radcliffe Institute for Advanced Study                                  | 1894     | Universidade Harvard                                                                       |
| Bryn Mawr College     | Bryn Mawr, Pensilvânia                      | Faculdade privada para mulheres                                         | 1885     | Haverford College, Universidade Princeton, Universidade da Pensilvânia, Swarthmore College |
| Barnard College       | Morningside Heights, Manhattan, Nova Iorque | Faculdade privada para mulheres afiliada com a Universidade de Colúmbia | 1889     | Universidade de Colúmbia                                                                   |